# Alan James Paton
Alan James Paton (1963) es un botánico escocés.
En 1986 recibió su B.Sc. en la Universidad de Edimburgo. Y en 1989 en esa misma casa el Ph.D.
Desde 1990, trabaja en el Royal Botanic Gardens, Kew; donde fue director asistente de su herbario. Ha realizado investigaciones y la gestión de las colecciones en las familias de : Leguminosae, Lamiaceae, Rubiaceae , Euphorbiaceae. También está preocupado por el papel de los jardines botánicos en CITES, para el Convenio sobre la Diversidad Biológica en Global Strategy for Plant Conservation (GSPC). Para lograr los objetivos de la GSPC, está cooperando con el Jardín Botánico de Misuri y el Jardín Botánico de Nueva York.
Paton realiza estudios sobre la familia Lamiaceae, centrándose principalmente en representantes de esta familia de plantas en África y en Asia . Ha escrito ensayos sobre esta familia de plantas para Flora of Tropical East Africa y en Flora Zambesiaca. Participa en estudios especiales en la tribu Ocimeae, y sobre todo Plectranthus en Ocimum.
Paton es un miembro del "Comité de Conservación Vegetal" del IUCN-SSC. Es (co) autor de más de doscientos nombres botánicos de taxa de la familia Lamiaceae; publicándolos en revistas científicas como Kew Bulletin.

## Algunas publicaciones
- j.e. Victor, g.f. Smith, n.j. Turland, m. le Roux, a. Paton, n.r. Figueiredo, a.e. Crouch, van Wyk, d. Filer, e. van Wyk.. 2014. Creating an Online World Flora by 2020: a perspective from South Africa. Biodiversity and Conservation: 23: 251-263

- ------------, g. Bramley, o. Ryding, r.m. Polhill, y.b. Harvey, m. Iwarsson, f. Willis, p.b. Phillipson, c.w. Balkwill, d. Oteino, r.m. Harley. 2013. Lamiaceae. En: Flora Zambesiaca 8,8. 346 pp, ed. Timberlake, J. Royal Botanic Gardens, Kew

- ------------. 2013. From Working List to Online Flora of All Known Plants—Looking Forward with Hind-sight. Ann. Miss. Bot. Garden 99: 206-213

- d.f. Otieno, k. Balkwill, a.j. Paton. 2006. A multivariate analysis of morphological variation in the Hemizygia bracteosa complex (Lamiaceae, Ocimeae). Pl.Syst.Evol. 261: 19-38

## Honores
- miembro comité editorial de Phytokeys
- La abreviatura «A.J.Paton» se emplea para indicar a Alan James Paton como autoridad en la descripción y clasificación científica de los vegetales.[2]